# Jennifer Jareau
 (octobre 2024).
Si vous disposez d'ouvrages ou d'articles de référence ou si vous connaissez des sites web de qualité traitant du thème abordé ici, merci de compléter l'article en donnant les références utiles à sa vérifiabilité et en les liant à la section « Notes et références ».
Jennifer « J.J. » Jareau ou Jennifer Lamontagne est un personnage de fiction de la série télévisée américaine Esprits criminels. Agent du Behavioral Analysis Unit. Au début de la série elle est agent de liaison avec la presse avant de devenir profiler à son tour. Elle est interprétée par Andrea Joy Cook et doublée par Véronique Picciotto en version française. Ce personnage n'apparait que dans le deuxième épisode de la saison 1.

## Biographie
JJ a grandi dans une petite ville, en Pennsylvanie, une ville entourée par les bois.
Quand elle avait 11 ans, sa sœur aînée s'est suicidée. Et pour lui montrer qu'elle l'aimait, elle lui avait préalablement remis un collier qu'elle avait d'abord refusé.
Sa mère se nomme Sandy et sa sœur se nommait Roseline. JJ ne le montre peut-être pas tout le temps mais le suicide de sa sœur l'a énormément affectée. On découvre aussi dans l'épisode 6 de la saison 10 que la mort de sa sœur a détruit sa famille car tous fuyaient la réalité et évitaient le sujet.
Petite, elle allait tous les ans dans des fêtes foraines et collectionnait les papillons. J.J. est diplômée de l'East Allegheny High School près de Pittsburgh, en Pennsylvanie, où elle était la capitaine de l'équipe de football universitaire de son année senior et a obtenu une bourse d'athlétisme à l'Université de Pittsburgh.
C'est durant sa dernière année à l'université qu'elle a décidé de rentrer au FBI, à la suite de sa rencontre avec David Rossi, alors en tournée promotionnelle pour la sortie de son deuxième roman. C'est dans la saison 4, que JJ avoue à Rossi que c'est en quelque sorte grâce à lui, qu'elle a décidé de rentrer au FBI.
C'est une grande fan des Redskins de Washington, une équipe de football américain. Spencer l'invitera même à aller voir un match dans la saison 1.

### Vie professionnelle
Agent de liaison
Jennifer "J.J." Jareau, était l'agent de liaison de l'équipe au Département des sciences du comportement. Elle assurait la liaison de l'équipe avec les médias et les services de police locaux. Elle s'occupait de l'organisation des conférences de presse. Son rôle au sein du Département était essentiel afin de maintenir l'unité et l'efficacité de l'équipe. J.J. avait donc la charge de surveiller l'égo des profileurs. Bien que talentueuse et utile, JJ n'était pas profiler et ne souhaitait pas le devenir, car quand Aaron Hotchner lui demande si elle a déjà pensé à reprendre ses études pour devenir profiler, elle lui a répondu qu'elle aimait son rôle, elle aimait être la personne vers qui les familles se tournaient, la voix qui répondait aux pauvres inspecteurs de police quand ils étaient débordés qui l'appellent quand ils n'avaient plus de piste à suivre. Et qu'elle ne changerait son rôle pour rien au monde. Elle avait la lourde de tâche de choisir le dossier sur lequel l'équipe sera amenée à travailler, de surveiller toutes les communications avec les médias. Lorsqu'elle n'était pas sur le terrain, elle restait avec Penelope Garcia au QG.
Au début de la saison 6, il est révélé que l'agent Jareau a été sollicitée par deux fois par le Pentagone pour un poste qu'elle a refusé à chaque fois. Cependant, le chef de section Erin Strauss lui fait comprendre qu'elle ne peut plus refuser sa mutation, et elle est donc forcée de quitter le DSC.
JJ revient dans l'épisode 18 de la saison 6, pour venir en aide à ses amis et anciens collègues afin de révéler les opérations menées par son ancienne collègue et meilleure amie Emily Prentiss, lorsqu'elle était en infiltration pour arrêter Ian Doyle et le réseau Valhalla, et l'épisode 24 de la saison 6.
Profiler
JJ revient officiellement dans la saison 7, au cours de laquelle elle réintègre l'équipe en tant que profiler, laissant le poste d'agent de liaison à Penelope Garcia.
Dans la saison 15, la série s'achève sur la nomination d'Emily au poste de directrice du FBI. Celle-ci cède sa place au sein de l'équipe à sa meilleure amie. J.J. succède alors à Aaron Hotchner et Emily Prentiss en tant que chef de l'équipe du DSC.
Département d'État
Dans l'épisode 14 de la saison 9, on en apprend beaucoup plus sur le passé de JJ au Département d'état : elle travaillait sur une mission secrète concernant Oussama Ben Laden avec le nouveau chef de section du DSC, Matteo Cruz. Dans ce même épisode, elle disparaît et est torturée avec Matteo Cruz par deux anciens coéquipiers qui travaillaient avec eux en Afghanistan avant de les trahir.
Du côté des relations amicales dans l'équipe, JJ est proche d'un peu tout le monde, mais elle est cependant très proche de Spencer Reid qui est aussi le parrain de Henry, le fils de JJ et Will. JJ est très proche de Pénélope Garcia et Emily Prentiss qui sont ses deux meilleures amies. Elle a ainsi tué l'homme qui avait tiré sur Penelope Garcia alors que ce dernier retenait un otage, et c'est Garcia qui est la marraine de Henry. Et a fourni des passeports pour plusieurs pays et des comptes en banques dans ces pays à Emily Prentiss après sa fausse mort. Elle reste tout de même proche de ses autres collègues.

### Vie sentimentale
Elle rencontre William Lamontagne Jr, officier de police, à La Nouvelle-Orléans dans la saison 2. Une saison plus tard, on le retrouve à Miami et on y apprend qu'ils ont entretenu une liaison pendant toute une année. Il abandonne son job lorsqu'elle lui annonce qu'elle est enceinte.
Leur fils Henry nait le 11 novembre 2008 (septième épisode de la saison 4), Spencer Reid est le parrain et Penelope Garcia la marraine.
La grossesse de Jennifer Jareau dans la série, s'explique par le fait que Andrea Joy Cook, l'interprète de JJ est elle aussi enceinte. Elle épouse William Lamontagne Jr lors de l'épisode 24 de la saison 7 (Run).
JJ a perdu son deuxième enfant lors d'une explosion en Afghanistan, alors qu'elle travaillait pour le Département d'État (saison 9 épisode 14), grossesse dont Will n'était pas encore au courant.
Lors du dernier épisode de la saison 10, JJ apprend à Spencer qu'elle est de nouveau enceinte (AJ Cook était alors de nouveau enceinte). Dans le premier épisode de la saison 11, on voit que JJ a de nouveau accouché d'un garçon qui se prénomme Michael.
Dans le dernier épisode de la saison 14, sous la contrainte d'une arme à feu, elle affirme à Spencer Reid qu'elle l'a toujours aimé. La relation entre les deux amis de longue date s'en retrouve troublée, notamment pour Reid qui n'arrive pas à déterminer s'il s'agissait d'un mensonge pour calmer le tueur ou la vérité mais il comprend que leur amitié est plus importante.
Dans les deux premiers épisodes de la saison 15, elle est hospitalisée après que la fille du serial killer lui a tirée dessus dans l'épisode 1. Elle a été blessée peut-être mortellement malgré son gilet pare-balles car elle a été touchée sur le flanc sous son bras. Elle a été opérée mais reste dans le coma et Reid reste auprès d'elle ainsi que de Will, le mari de cette dernière. Elle finit par se réveiller. Elle lui avoue l'avoir toujours aimée.